# Тепонацтль

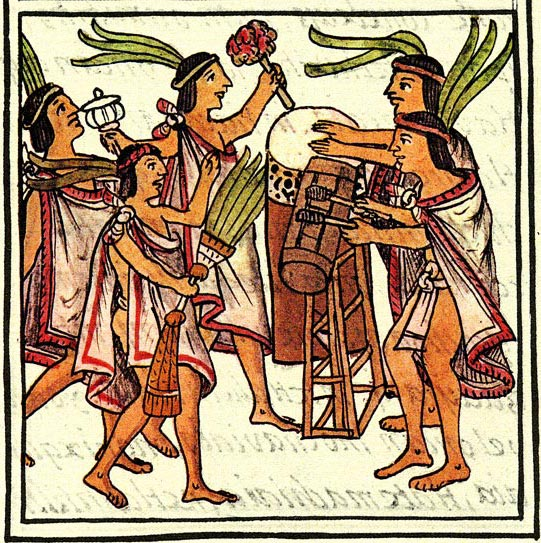
Рисунок XVI века из Флорентийского кодекса, показывающий церемонию, в которой используется барабаны тепонацтль и уэуэтль

Тепонацтль — щелевой барабан, используемый индейцами Центральной Америки (ацтеками и другими культурами). Представляет собой выдолбленный из бревна горизонтальный цилиндр с прорезями. Прорези, расположенные в верхней части барабана в виде буквы «Н», формируют два вибрирующих «язычка», которые звучат в разных тонах из-за различной длины или толщины. Иногда снизу барабана прорезалось отверстие, увеличивавшее его громкость. Звук извлекался палками с каучуковыми наконечниками.
Резьбой барабаны тепонацтли, как правило, украшались изображениями богов или абстрактных предметов, им даже придавалась форма животных или людей. Тепонацтли культуры миштеков, которая располагалась на территории юга центральной Мексики, известны рельефными изображениями военных и мифологических сцен.
Длина этих барабанов варьируется от 30 до 120 см. Для крупных экземпляров создавалась поддерживающая конструкция, а мелкие барабаны можно было повесить на плечи.
Монах-францисканец Торибио Мотолиния, писавший хронику жизни ацтеков после конкисты, утверждал, что тепонацтль (или как он его называл contrabajos — «контрабас») часто использовался совместно с барабаном уэуэтль. Тепонацтль использовался при танцах и чтении стихов — ритм барабана можно заметить в самих стихах: «totocoto tototo cototo tiquititi titiqui tiquito».
Ацтекские источники описывают музыку как дар, принесённый на Землю богами Тескатлипока (бог неба) и Кетцалькоатль (бог ветра).